# Rieti (provincie)
Rieti is een van de provincies in de Italiaanse regio Lazio. De hoofdstad is
de stad Rieti. De officiële afkorting is RI.
De provincie Rieti wordt ook wel Sabina genoemd aangezien haar grondgebied ongeveer samenvalt met het leefgebied van de Sabijnen voordat deze door de Romeinen werden onderworpen. De provincie is 2534 km² groot en telt 151.000
inwoners.
De provincie ligt grotendeels in de Apennijnen. De noordoostelijke Monti della Laga behoren tot het Gran Sasso-massief. Het gebied is verder rijk aan meren, waarvan het Lago del Salto het grootste is. De belangrijkste rivieren zijn de Velino en de Turano, de
belangrijkste steden naast Rieti zijn Fara in Sabina en Cittaducale.
De provincie Rieti grenst aan de provincies Terni, L'Aquila, Rome, Terni, Perugia, Ascoli Piceno, Teramo en Viterbo. Rieti is volledig omsloten door land.